# Petru Pavel Aron
Petru Pavel Aron, alternativ Aaron, născut Petru Aron, (n. 1709, Bistra, comitatul Turda – d. 9 martie 1764, Baia Mare) a fost al patrulea episcop al Bisericii Române Unite cu Roma din Transilvania. S-a aflat la conducerea acesteia din 1752 până în 1764.

## Originea și studiile
Tatăl său, Teodor Aron, a fost preot paroh unit în Bistra. După studii elementare absolvite cu rezultate deosebite la Roșia Montană, a urmat cursurile medii la colegiul iezuit din Cluj și cursurile de filosofie la Trnava, fiind trimis apoi de episcopul Inocențiu Micu-Klein la Colegiul „De Propaganda Fide” din Roma, unde a studiat între 1734-1742. A fost hirotonit preot la Roma, în data de 30 iulie 1742, la Colegiul grec "Sfântul Atanasie", de către arhiepiscopul Denis Modin.

## Cariera ecleziastică
După întoarcerea în Transilvania a devenit secretar personal al episcopului Inocențiu Micu-Klein, pe care l-a însoțit în călătoria explicativă pe care acesta din urmă a trebuit să o efectueze la Viena, în urma tulburărilor iscate de agitația împotriva Unirii cu Biserica Romei și abdicarea, sub diverse presiuni, a unor comunități de la unirea religioasă. După cinci luni petrecute la Viena, episcopul Inocențiu Micu a plecat pe 9 decembrie 1744 la Roma pentru a cere sprijin din partea papei. Însoțitorii săi, Petru Dăianu și Petru Pavel Aron, au rămas în continuare la Viena. La Blaj treburile episcopiei unite erau conduse de protopopul Nicolae de Biia. Acesta a murit pe 23 iunie 1745, așa încât episcopul Inocențiu Micu-Klein l-a numit din Roma, pe Petru Pavel Aron, ca vicar general al Episcopiei Române Unite de Făgăraș.
Împărăteasa Maria Terezia l-a recunoscut pe Aron ca vicar general printr-un decret din 31 august 1745. După demisia episcopului Micu, Petru Pavel Aron a condus Biserica Română Unită cu Roma ca administrator apostolic, iar în anul 1751 a fost ales ca unul din cei trei candidați pentru funcția de episcop de Făgăraș și Alba Iulia. Pe 28 februarie 1752, împărăteasa l-a numit episcop pe Petru Pavel Aron, iar Sfântul Scaun a confirmat alegerea prin bula din 6 iulie 1752. A fost hirotonit episcop la 1 septembrie 1752, la Mănăstirea Máriapócs, de către episcopul rutean Manuil Mihail Olsavszky.
Episcopul Petru Pavel Aron a decedat la Baia Mare în data de 9 martie 1764, în timpul unei vizite canonice. După deces a fost adus la Blaj, unde a fost înmormântat.

## Activitatea culturală
În anul 1754 episcopul Petru Pavel Aron a deschis la Blaj prima școală elementară cu predare în limba română din toate timpurile („școala de obște”). Tot el a pus bazele Liceului din Blaj, inițial cu predare în latină și germană. În mediul rural a întemeiat 53 de școli românești, în protopopiatele Făgărașului, Veneției, Sadului, Calborului, Gheorgheni, Trei Scaune, Armeni, Sânmărtinu de Câmpie, Mureș. Episcopul Petru Pavel Aron a înființat la Blaj, o tipografie diecezană. A ridicat mănăstirea din Alba Iulia, aferentă Bisericii Unite din Maieri, precum și Biserica Sfânta Cuvioasă Paraschiva din Rășinari.

### Opera

#### Lucrări originale
- Floarea adevărului, 1750;
- Sancti patris nostri Joannis Damasceni[10];
- Opera Philosophica et Theologica[11];
- Bucoavnă, 1759;
- Păstoricească datorie dumnezeieștii turme vestită, 1759;
- Păstoriceasca poslanie sau Dogmatica învățătură, 1759;
- Dogmatica învățătură, 1760[8].
- Adevărata mângâiere în vremi de lipsă, 1761;
- Epistola consolatoria ex divinitus inspiratis Scripturis, Blaj, 1761;
- Exordium et definitio sanctae œcumenicae synodi Florentinae exantiqua graecolatina editione desumpta, 1762[12];
- Institutio docrinae christiane[13], 1764.

#### Traduceri
- Episcopul Petru Pavel Aron a realizat personal o traducere românească a Bibliei[14], prin anii 1760-1761, pornind de la Vulgata, variantă în limba latină a Sfintei Scripturi datorată Sfântului Ieronim. Această versiune a Bibliei a stat în arhive până de curând (2005), când a fost tipărită, prin efortul, în special, al unor cercetători ai Institutului de Lingvistică și Istorie Literară „Sextil Pușcariu” al Academiei Române din Cluj și ai Institutului de Istorie al Academiei Române „George Barițiu” din Cluj, condus de academicianul Camil Mureșanu.[15]

## Cinstirea lui Petru Pavel Aron

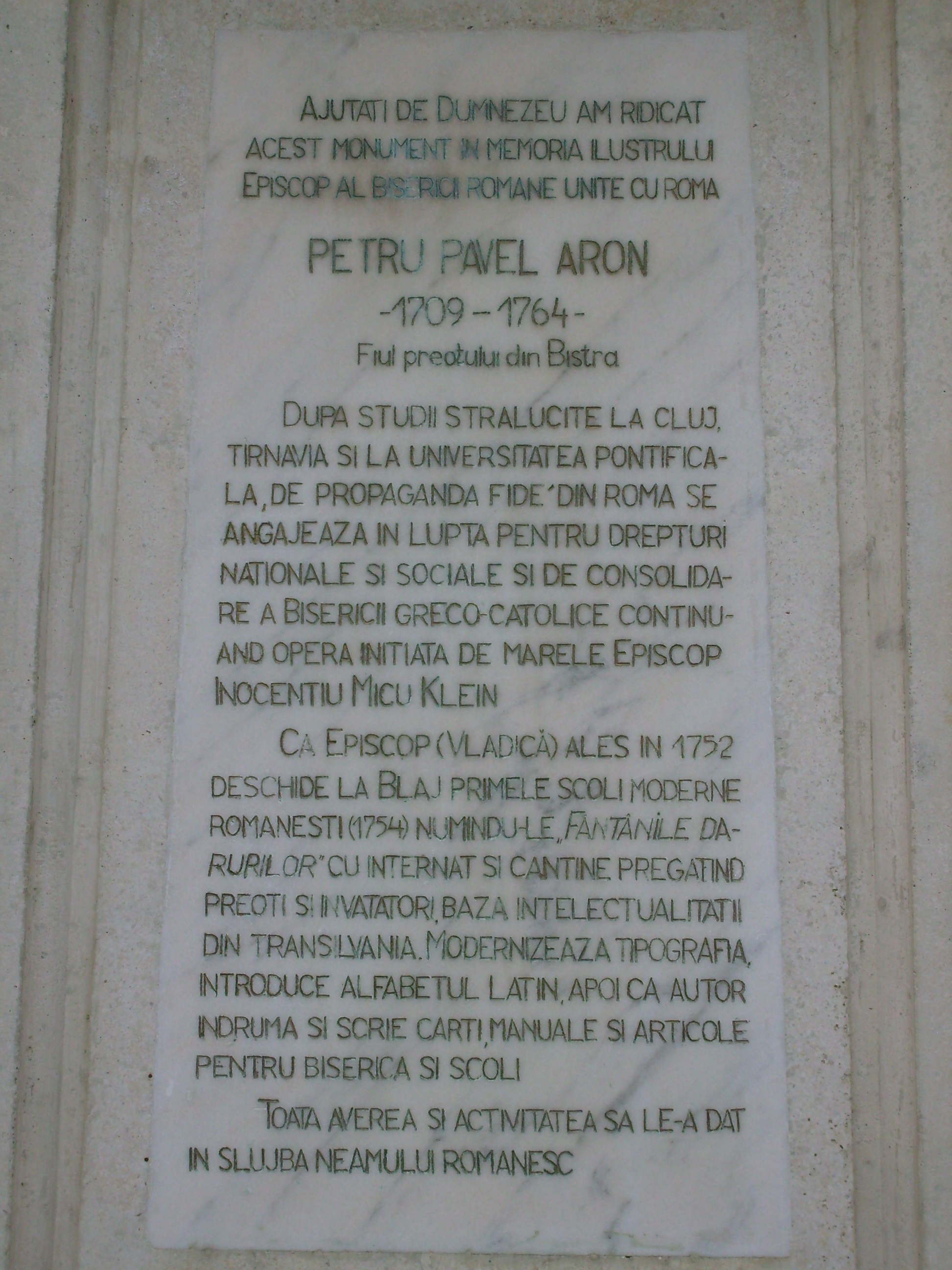
Placa memorială Petru Pavel Aron dezvelită la Bistra.

- O stradă din localitatea natală a episcopului Petru Pavel Aron, Bistra, din județul Alba, îi poartă numele: strada Petru Pavel Aron.
- În aceeași localitate a fost dezvelită o placă memorială în cinstea episcopului Petru Pavel Aron.
- O stradă din Blaj îi poartă numele: strada Petru Pavel Aron.

### Numismatică
Banca Națională a României a pus în circulație la 16 decembrie 2009 o monedă de argint, cu titlul de 999‰, de calitate proof, cu valoare nominală de 10 lei, pentru cinstirea lui Petru Pavel Aron,  într-un tiraj de 500 de exemplare, însoțită de un certificat de autenticitate și de o prezentare succintă în limbile română, engleză și franceză a vieții și activității episcopului, cu ocazia împlinirii a 300 de ani de la nașterea acestuia.
Fiecare monedă este ambalată în câte o capsulă de metacrilat transparent.